# Comuna Lugașu de Jos, Bihor
Lugașu de Jos (în maghiară: Alsólugos) este o comună în județul Bihor, Crișana, România, formată din satele Lugașu de Jos (reședința), Lugașu de Sus și Urvind.

## Demografie
Componența etnică a comunei Lugașu de Jos
     Români (51,84%)
     Maghiari (24,72%)
     Romi (11,58%)
     Slovaci (4,69%)
     Alte etnii (0,59%)
     Necunoscută (6,57%)
Componența confesională a comunei Lugașu de Jos
     Ortodocși (44,14%)
     Reformați (20,93%)
     Penticostali (15,44%)
     Romano-catolici (6,24%)
     Baptiști (2,96%)
     Greco-catolici (2,11%)
     Alte religii (1,55%)
     Necunoscută (6,63%)
Conform recensământului efectuat în 2021, populația comunei Lugașu de Jos se ridică la 3.879 de locuitori, în creștere față de recensământul anterior din 2011, când fuseseră înregistrați 3.580 de locuitori. Majoritatea locuitorilor sunt români (51,84%), cu minorități de maghiari (24,72%), romi (11,58%) și slovaci (4,69%), iar pentru 6,57% nu se cunoaște apartenența etnică. Din punct de vedere confesional, cei mai mulți locuitori sunt ortodocși (44,14%), cu minorități de reformați (20,93%), penticostali (15,44%), romano-catolici (6,24%), baptiști (2,96%), greco-catolici (2,11%) și altele (1,16%), iar pentru 6,63% nu se cunoaște apartenența confesională.

## Politică și administrație
Comuna Lugașu de Jos este administrată de un primar și un consiliu local compus din 13 consilieri. Primarul, Levente Sorbán[*], de la Uniunea Democrată Maghiară din România, este în funcție din 2008. Începând cu alegerile locale din 2024, consiliul local are următoarea componență pe partide politice:
|  | Partid                                                  | Consilieri | Componența Consiliului | Componența Consiliului | Componența Consiliului | Componența Consiliului | Componența Consiliului | Componența Consiliului | Componența Consiliului |
|  | ------------------------------------------------------- | ---------- | ---------------------- | ---------------------- | ---------------------- | ---------------------- | ---------------------- | ---------------------- | ---------------------- |
|  | Uniunea Democrată Maghiară din România                  | 7          |                        |                        |                        |                        |                        |                        |                        |
|  | Uniunea Democratică a Slovacilor și Cehilor din România | 2          |                        |                        |                        |                        |                        |                        |                        |
|  | Partidul Social Democrat                                | 2          |                        |                        |                        |                        |                        |                        |                        |
|  | Partidul Național Liberal                               | 1          |                        |                        |                        |                        |                        |                        |                        |
|  | Alianța pentru Lugaș                                    | 1          |                        |                        |                        |                        |                        |                        |                        |

## Atracții turistice
- Biserica de lemn cu hramul „Buna Vestire” din satul Lugașu de Sus, construcție 1720, monument istoric
- Biserica ortodoxă cu hramul „Nașterea Maicii Domnului” din satul Lugașu de Jos, construcție secolul al XVII-lea, monument istoric
- Conacul contelui Zichy din satul Lugașu de Jos, construcție 1840, monument istoric
- Rezervația naturală paleontologică „Gruiul Pietrii” (0,40 ha)
- Muntele Șes (it de importanță comunitară inclus în rețeaua ecologică europeană Natura 2000) în România și Lacurile de acumulare de pe Crișul Repede (arie de protecție specială avifaunistică).

## Galerie

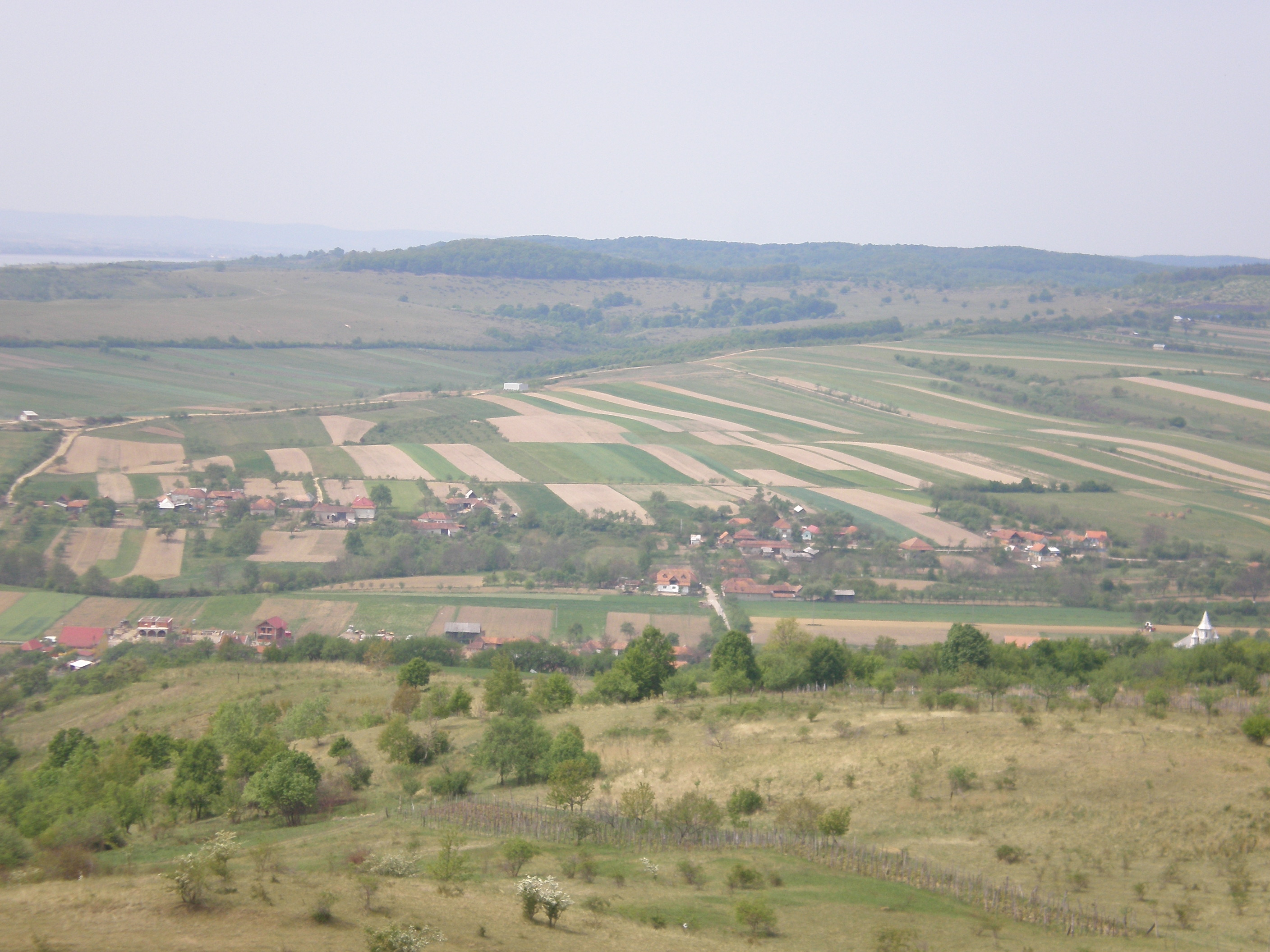
Lugașul de Sus - panoramă
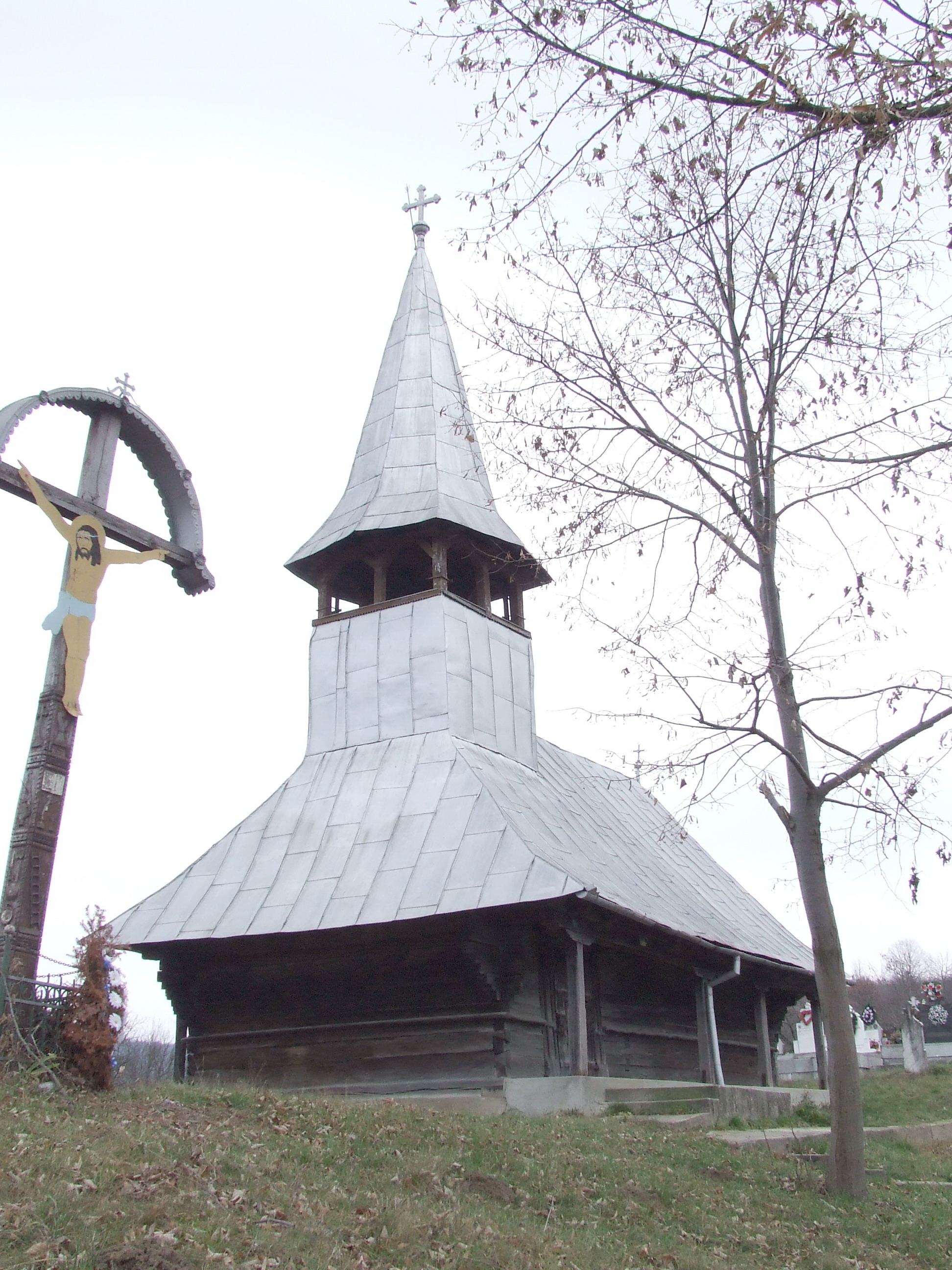
Biserica de lemn din Lugașu de Sus (monument istoric)
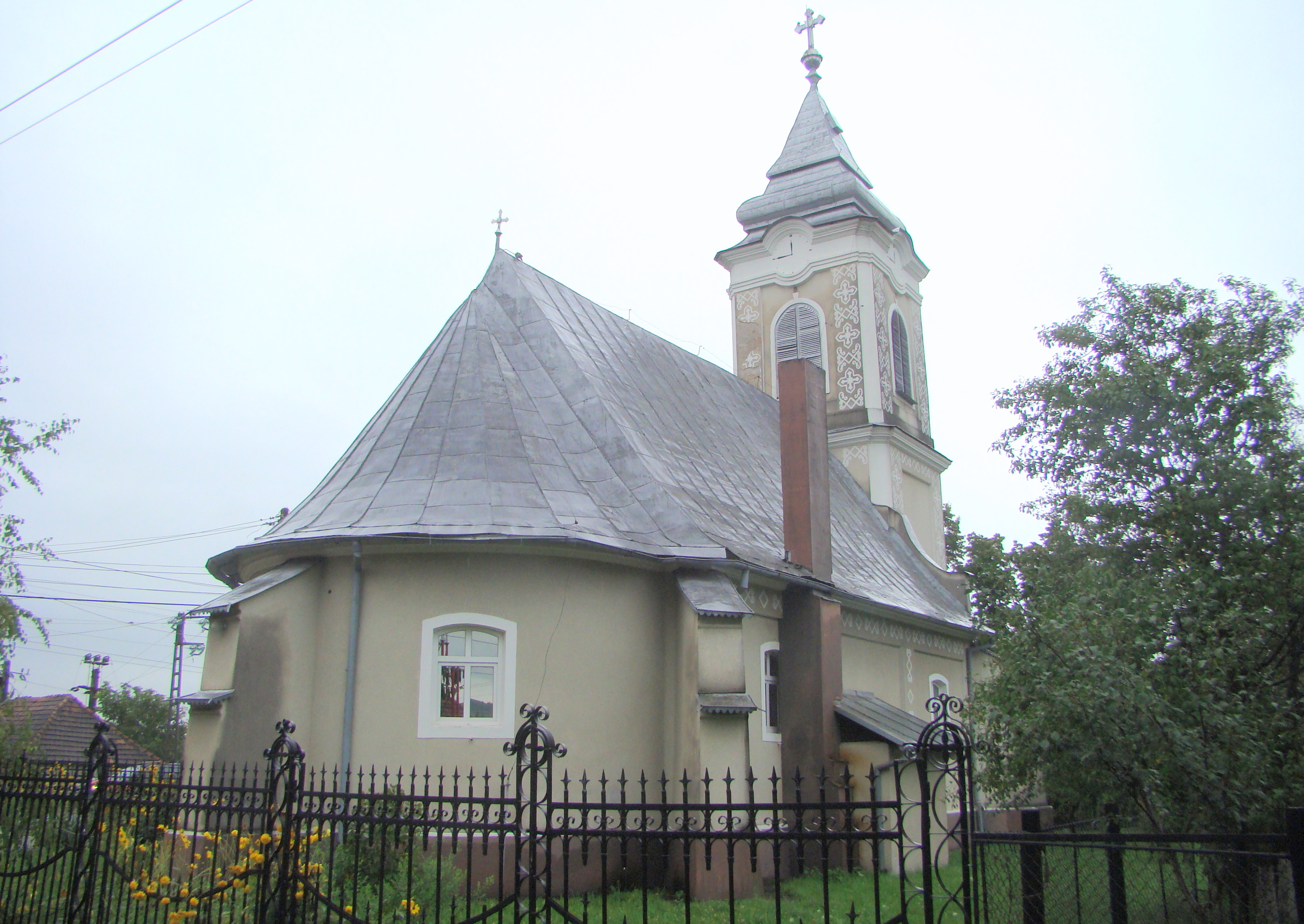
Biserica ortodoxă „Nașterea Maicii Domnului”, sat Lugașu de Jos (monument istoric)